# Museo de Sitio de Cacaxtla
El Museo de Sitio de Cacaxtla exhibe piezas originales encontradas durante las excavaciones del sitio arqueológico de Cacaxtla, capital del pueblo olmeca-xicallanca, entre los que destacan objetos de guerra y de la vida cotidiana, ofrendas y elementos arquitectónicos. Fue inaugurado en 1985 bajo el concepto museográfico estuvo a cargo de Milena Koprivitza y Cándido Ramírez Vega, del Centro INAH Tlaxcala y renovado en el 2000 con la dirección del arquitecto Gilberto Reyes Zepeda.

## Salas de exhibición
El museo cuenta con 240 objetos en exhibición de la cultura olmeca-xicalanca, que habitó la región entre 200 y 850 d. C. y fundó la ciudad de Cacaxtla entre el 600 y 900 d. C. Se consideran como relevantes dos urnas policromadas con representaciones de tres personajes mitológicos, además de dos ofrendas, una de las cuales estaba distribuida para formar un mascarón de Tláloc, el dios de la lluvia. El acervo, además, se conforma de restos óseos (como cráneos con deformaciones), restos de utensilios de piedra y hueso (agujas, puntas de proyectil, cuchillos, navajas, etc.) y figuras de barro con representaciones humanas y otras para uso doméstico, como vasijas, ollas y fragmentos de pintura mural.
Se destaca además la importancia de la pintura mural de Cacaxtla que posee elementos decorativos y simbólicos tanto del Altiplano Central como del área maya, además de influencias de El Tajín y de la región de Oaxaca. Por ejemplo, el museo cuenta con una reproducción en tamaño real de “El mural de la batalla", en el que se pueden apreciar los detalles del Hombre jaguar, una de las figuras dispuestas en las jambas del Edificio A, las escenas acuáticas del Templo Royo y el Hombre Escorpión, del Templo de Venus, entre otras.
También, se exhiben reproducciones de mapas y códices coloniales como el de Cuauhtinchán, Xochitécatl, Durán, Vaticano Ríos, Huamantla y Telleriano–Remensis, en los que en el siglo XVI se asentaron descripciones del Valle Puebla – Tlaxcala.